# Gračanica Šišinečka
Gračanica Šišinečka falu Horvátországban, Sziszek-Monoszló megyében. Közigazgatásilag Glinához tartozik.

## Fekvése
Sziszek városától légvonalban 24, közúton 39 km-re nyugatra, községközpontjától légvonalban 12, közúton 17 km-re északra, a Kulpa jobb partján, Zaloj és Stankovac között, a Gračanica-patak mentén fekszik.

## Története
A környék számos településéhez hasonlóan a 17. század vége felé népesült be. 1696-ban a szábor a bánt tette meg a Kulpa és az Una közötti határvédő erők parancsnokává, melyet hosszas huzavona után 1704-ben a bécsi udvar is elfogadott. Ezzel létrejött a Báni végvidék, horvátul Banovina (vagy Banja), mely katonai határőrvidék része lett. 1745-ben megalakult a Glina központú első báni ezred, melynek fennhatósága alá ez a vidék is tartozott. 1881-ben megszűnt a katonai közigazgatás. 1857-ben 511, 1910-ben 513 lakosa volt. 1918-ban az új szerb-horvát-szlovén állam, majd később Jugoszlávia része lett. A második világháború idején a Független Horvát Állam része volt. 1991. június 25-én az akkor kikiáltott független Horvátország része lett. A szerb erők 1991 decemberében elfoglalták és lerombolták, horvát lakosságát elűzték. Csak 1995. augusztus 8-án a Vihar hadművelettel szabadította fel a horvát hadsereg. 2011-ben 24 lakosa volt, akik földműveléssel, állattartással foglalkoztak.

## Népesség
| Lakosság változása | Lakosság változása | Lakosság változása | Lakosság változása | Lakosság változása | Lakosság változása | Lakosság változása | Lakosság változása | Lakosság változása | Lakosság változása | Lakosság változása | Lakosság változása | Lakosság változása | Lakosság változása | Lakosság változása | Lakosság változása |
| ------------------ | ------------------ | ------------------ | ------------------ | ------------------ | ------------------ | ------------------ | ------------------ | ------------------ | ------------------ | ------------------ | ------------------ | ------------------ | ------------------ | ------------------ | ------------------ |
| 1857               | 1869               | 1880               | 1890               | 1900               | 1910               | 1921               | 1931               | 1948               | 1953               | 1961               | 1971               | 1981               | 1991               | 2001               | 2011               |
| 511                | 504                | 454                | 546                | 561                | 513                | 459                | 412                | 373                | 354                | 298                | 240                | 193                | 146                | 55                 | 24                 |

## Nevezetességei
- Páduai Szent Antal tiszteletére szentelt római katolikus kápolnáját 1991-ben a falut elfoglaló szerbek súlyosan megrongálták. A háború után teljesen újjá kellett építeni. Egyhajós, négyszög alaprajzú épület. Piramisban végződő harangtornya a homlokzat előtt áll, mellé fából kis előcsarnokot építettek.
- Linija településrészén régi malom a Gračanica-patakon.
- A katonai határőrvidék idejében a falutól 20 percnyi járásra Gračanica forrása felett, a Jamnica-pataknál kisebb, fából épített határvédő erődítmény állt.